# لويس غارسيا (مبارز بالسيف)
لويس غارسيا (بالإسبانية: Luis García)‏ هو مبارز بالسيف فنزويلي، ولد في 22 أغسطس 1934 في ولاية بوليفار في فنزويلا.

## وصلات خارجية
- لويس غارسيا على موقع أوليمبيديا (الإنجليزية)